# 川越市立大東中学校
川越市立大東中学校（かわごえしりつ だいとうちゅうがっこう）は、埼玉県川越市にある市立中学校。

## 沿革
- 1947年（昭和22年）4月1日 - 新学制の発足により大東村立大東中学校創立。
- 1955年（昭和30年）4月1日 - 市、村合併により川越市立大東中学校に改名。
- 1967年（昭和42年）2月9日 - 校歌制定。（作詞：石森延男、作曲：中田喜直）
- 1987年（昭和62年）4月1日 - 生徒数の増加に伴い、本校から川越市立大東西中学校が分離開校される。

## 校訓
協同・進取・愛情

## 所在地
- 埼玉県川越市南大塚1丁目20番地1